# Lake Mary (Florida)
Lake Mary es una ciudad ubicada en el condado de Seminole en el estado estadounidense de Florida. En el Censo de 2010 tenía una población de 13.822 habitantes y una densidad poblacional de 537,43 personas por km².

## Geografía
Lake Mary se encuentra ubicada en las coordenadas 28°45′33″N 81°20′7″O / 28.75917, -81.33528. Según la Oficina del Censo de los Estados Unidos, Lake Mary tiene una superficie total de 25.72 km², de la cual 23.73 km² corresponden a tierra firme y (7.74%) 1.99 km² es agua.

## Demografía
Según el censo de 2010, había 13.822 personas residiendo en Lake Mary. La densidad de población era de 537,43 hab./km². De los 13.822 habitantes, Lake Mary estaba compuesto por el 84.53% blancos, el 4.98% eran afroamericanos, el 0.25% eran amerindios, el 5.99% eran asiáticos, el 0.03% eran isleños del Pacífico, el 1.75% eran de otras razas y el 2.47% pertenecían a dos o más razas. Del total de la población el 10.19% eran hispanos o latinos de cualquier raza.